# Samaritan's Purse
Samaritan's Purse en français : « Bourse du Samaritain » est une ONG humanitaire internationale chrétienne évangélique qui fournit de l'aide aux gens pour des projets de développement ou lors de situation de crise. Son siège est situé à Boone, aux États-Unis et son président est Franklin Graham.  

## Histoire
Samaritan's Purse a été fondée en 1970 par le pasteur baptiste Robert Pierce (Bob), à l'origine de World Vision International, à Boone, en Caroline du Nord , . Le nom de l'ONG provient de la parabole du Bon Samaritain. Franklin Graham (le fils de l'évangéliste Billy Graham) devient le président de l'ONG en 1979, après le décès du fondateur. 
En 2022, Samaritan's Purse possède des bureaux en Australie, au Canada, en Allemagne, en Irlande, à Hong Kong, aux Pays-Bas et au Royaume-Uni. L'organisation fournit de l'aide dans plus de 100 pays.

## Programmes
Elle offre divers programmes d'aide lors de situation de crise,.
Samaritan's Purse a une flotte de 21 avions et 2 hélicoptères pour le transport d’urgence de produits de première nécessité et de travailleurs humanitaires ,. L'association acquiert son premier Boeing 767 en 2025.
Elle est aussi reconnue pour son programme "Opération Cadeaux de Noël" à destination des enfants des pays du Sud, fondé en 1990 ,.

## Controverses
Lors de son intervention au Salvador après le tremblement de terre de 2001, Samaritan Purse est pointé du doigt pour mêler intervention humanitaire et opération de reconversion.
L'opération Cadeaux de Noël est critiquée par The Guardian en 2018 qui la décrit comme du « prosélytisme anti-musulman », car certains envois sont effectués dans des pays à dominante musulmans et contiennent des Bibles et autres documents religieux. Le site de l'association a partagé des témoignages de familles musulmanes expliquant que le cadeau de l'association fut le début de leur conversion au christianisme. Son dirigeant Franklin Graham a lui-même critiqué l'administration Obama pour son laisser-faire face à l'ingérence des musulmans dans les affaires américaines. 
L'organisation a une vision chrétienne conservatrice du mariage et croit ainsi qu’il s’agit de « l'union exclusive entre une personne génétiquement mâle et une personne génétiquement femelle », . Le personnel et les bénévoles doivent signer la confession de foi de l'organisation, contenant notamment cette croyance, ce qui a été perçu comme de la discrimination envers les personnes LGBT par des LGBT,. En avril 2020, durant la pandémie de Covid-19, le Dr K. Elliott Tenpenny, responsable chez Samaritan's Purse, a promis un traitement égal des malades dans l’hôpital de secours ouvert dans Central Park à New York, « sans distinction de race, d'ethnie, d'orientation sexuelle », l'organisation maintenant sa politique en ce qui concerne les personnes travaillant à l’hôpital. Toutefois, 2 semaines plus tard, en raison de critiques continues, Samaritan Purse ferme l’hôpital de secours en mai 2020.